# Elżbieta Mucha
Elżbieta Mucha (ur. 4 kwietnia 1969 we Frampolu) – polska prawniczka i urzędniczka państwowa, w latach 2003–2004 podsekretarz stanu w Ministerstwie Finansów i Główny Rzecznik Dyscypliny Finansów Publicznych.

## Życiorys
Ukończyła studia prawnicze, uzyskała uprawnienia radcy prawnego. Od 1996 pracowała w Ministerstwie Finansów: w Departamencie Prawnym, a następnie Departamencie Systemu Podatkowego. Była również zatrudniona w Agencji Mienia Wojskowego, Urzędzie Kultury Fizycznej i Sportu, a do 2003 w Narodowym Funduszu Zdrowia. Była egzaminatorką w egzaminach na doradcę podatkowego (2002–2006) i na radcę prawnego (2011, 2013). Wykładała także na szkoleniach dla radców prawnych i doradców podatkowych, opublikowała artykuły i książki z zakresu prawa podatkowego, finansowego i gospodarczego.
6 sierpnia 2003 powołana na stanowisko podsekretarza stanu w Ministerstwie Finansów, odpowiedzialnego za podatki, i zarazem Głównego Rzecznika Dyscypliny Finansów Publicznych. Odwołana z funkcji 6 września 2004. Następnie przeszła do pracy w KPMG, gdzie odpowiadała za bieżącą obsługę klientów i doradztwo podatkowe.